# Internetidő
A Swatch Internet Idő (internetidő vagy beat idő) egy decimális időegység koncepció, melyet 1998-ban mutattak be és a Swatch corporation hozta forgalomba egy alternatív decimális időegységmértékként. Egyik célja az volt, hogy egyszerűsítse a különböző időzónák közötti kommunikációt azzal, hogy nem használja őket.

## Leírás
Percek és órák helyett a napot 1000 egységre, „.beat”-re (e:bít = ütés) osztják. Egy „.beat” 1 perc 26,4 másodpercnek felel meg, és azonos a francia forradalom alatt bevezetett decimális perc hosszával. Az idő egy legfeljebb három számjegyből álló számként írható le 000-tól 999-ig. Éjfélkor van @000, délben @500.
Nincsenek időzónák, helyette az új időmérték, a Biel Mean Time (BMT) használatos, melyet a Swatch központjának helyéről, Biel-ről (Svájc) neveztek el. A BMT név ellenére az internetidőt nem az elméleti – Biel-en áthaladó – meridiánhoz, hanem a közép-európai (CET) téli időszámításhoz rögzítették. Ez azt is jelenti, hogy az internetidő nem követi az Európában megszokott téli-nyári óraátállításokat.
Ami az internetidőt formailag leginkább megkülönbözteti a hagyományostól, az a jelölése. Például @248 jelentése: „248 ütéssel éjfél után”, ami egyenlő a nap 248/1000-ed részével (0,248), ami 05:57:07,2 BMT. Bár a Swatch vállalat nem határozott meg egy ütésnél kisebb egységet, a forma könnyedén kiegészíthető század– (@248,91) vagy ezred-„ütésekkel”.
Ahogy a UTC, az internetidő is ugyanaz az egész világon. Ha egy adott pillanatban az idő 875 ütés (vagyis @875) New Yorkban, akkor Tokióban is @875. Visszaszámítása helyi időre már nem ilyen egyszerű.

## Visszaszámítása helyi időre (példa)
A példában a @875 értéknek megfelelő helyi időt szeretnénk megtudni New Yorkban és Tokióban.
Először a BMT szerinti zónaidőt és abból az UTC időt kell kiszámítani:
0,875 × 24 óra = 21:00 BMT (20:00 UTC)
Ha a New York-i helyi időre vagyunk kíváncsiak:

mivel a New York-i időzóna UTC−5, 20:00 −5 = 15:00, vagyis @875 New Yorkban (a téli időszámítás szerinti) 15:00-nak felel meg.
Tokió: UTC+9,  ezért 20:00 +9 = 29, azaz @875 = 05:00 Tokióban

(a 29 órából levonjuk az egész napot jelentő 24-et, 29 − 24 = 5).
A helyzetet tovább bonyolítja, hogy a világon nem mindenhol, illetve nem azonos módon alkalmazzák a téli-nyári óraátállítást, így a helyi idő kiszámításához ezt is figyelembe kell venni.

## Története
A Swatch Internet Időt 1998. október 23-án jelentették be egy ceremónián a Junior Summit '98-on, melyre elment Nicolas G. Hayek, aki az elnöke és ügyvezető igazgatója a Swatch Group-nak, G.N. Hayek, a Swatch Ltd. elnöke és Nicholas Negroponte, az MIT Media Lab alapítója. A Summit alatt a Swatch Internet Idő lett a hivatalos időrendszere a Nation1-nek, egy online országnak, melyet gyerekek hoztak létre és vezetnek.

### Használata
1999-ben a Swatch több különböző karórát gyártott "Swatch .beat" márkajelzés alatt, amely az idő mellett kijelezte a Swatch internet időt és meggyőzött néhány weboldalt is (mint a cnn.com), hogy használják ezt az időformátumot is. Az óra applet a GNOME asztalon beállítható, hogy így jelezze ki az időt. A PHP nyelvben a date() funkció elfogad 'B' formátum meghatározót, mellyel lekérdezhető a Swatch internet idő. Használják még időreferenciaként az ICQ-n és a 2000-es években a Dreamcast-on indult Phantasy Star Online szerepjátékban, hogy megkönnyítsék a kontinensek közti játékot (mivel a játékban japán, amerikai és európai játékosok is részt vettek). 2001 márciusában az Ericsson kiadta a T20e mobiltelefont, amely lehetőséget adott a felhasználónak az internet idő kijelzésére. Ezeken a területeken kívül viszont nem gyakori a használata. Bár a Swatch még mindig kínálja a koncepciót a weboldalán, az órákat már nem forgalmazza.

### Időegység átváltás
| Egység      | .Beat egység  |
| ----------- | ------------- |
| 1 nap       | 1000 .beat    |
| 1 óra       | 41,666 .beat  |
| 1 perc      | 0,6944 .beat  |
| 1 másodperc | 0,01157 .beat |

## Fordítás
- Ez a szócikk részben vagy egészben a Swatch Internet Time című angol Wikipédia-szócikk ezen változatának fordításán alapul.  Az eredeti cikk szerkesztőit annak laptörténete sorolja fel. Ez a jelzés csupán a megfogalmazás eredetét és a szerzői jogokat jelzi, nem szolgál a cikkben szereplő információk forrásmegjelöléseként.